# Claudio Edinger
Pour les articles homonymes, voir Edinger.
 (mars 2023).
 (mars 2023).
La mise en forme du texte ne suit pas les recommandations de Wikipédia : il faut le « wikifier ».
Les points d'amélioration suivants sont les cas les plus fréquents. Le détail des points à revoir est peut-être précisé sur la page de discussion.
- Les titres sont pré-formatés par le logiciel. Ils ne sont ni en capitales, ni en gras.
- Le texte ne doit pas être écrit en capitales (les noms de famille non plus), ni en gras, ni en italique, ni en « petit »…
- Le gras n'est utilisé que pour surligner le titre de l'article dans l'introduction, une seule fois.
- L'italique est rarement utilisé : mots en langue étrangère, titres d'œuvres, noms de bateaux, etc.
- Les citations ne sont pas en italique mais en corps de texte normal. Elles sont entourées par des guillemets français : « et ».
- Les listes à puces sont à éviter, des paragraphes rédigés étant largement préférés. Les tableaux sont à réserver à la présentation de données structurées (résultats, etc.).
- Les appels de note de bas de page (petits chiffres en exposant, introduits par l'outil «  Source ») sont à placer entre la fin de phrase et le point final[comme ça].
- Les liens internes (vers d'autres articles de Wikipédia) sont à choisir avec parcimonie. Créez des liens vers des articles approfondissant le sujet. Les termes génériques sans rapport avec le sujet sont à éviter, ainsi que les répétitions de liens vers un même terme.
- Les liens externes sont à placer uniquement dans une section « Liens externes », à la fin de l'article. Ces liens sont à choisir avec parcimonie suivant les règles définies. Si un lien sert de source à l'article, son insertion dans le texte est à faire par les notes de bas de page.
- La présentation des références doit suivre les conventions bibliographiques. Il est recommandé d'utiliser les modèles {{Ouvrage}}, {{Chapitre}}, {{Article}}, {{Lien web}} et/ou {{Bibliographie}}. Le mode d'édition visuel peut mettre en forme automatiquement les références.
- Insérer une infobox (cadre d'informations à droite) n'est pas obligatoire pour parachever la mise en page.

Pour une aide détaillée, merci de consulter Aide:Wikification.
Si vous pensez que ces points ont été résolus, vous pouvez retirer ce bandeau et améliorer la mise en forme d'un autre article.
 (mars 2023).
 (mars 2023).
Si vous disposez d'ouvrages ou d'articles de référence ou si vous connaissez des sites web de qualité traitant du thème abordé ici, merci de compléter l'article en donnant les références utiles à sa vérifiabilité et en les liant à la section « Notes et références ».
Claudio Henrique Edinger (né le 3 mai 1952 à Rio de Janeiro) est un photographe brésilien.

## Biographie
Claudio Edinger est diplômé en économie par l'Universidade Presbiteriana Mackenzie en 1974. Il se tourne au début des années 1970 vers la photographie. Il fait sa première exposition individuelle Edifício Martinelli au Museu de Arte de São Paulo Assis Chateaubriand (MASP) en 1975. L'année suivante, il déménage à New York, où il reste jusqu'en 1996.
Pendant les 20 ans passés aux États-Unis, Claudio se voue à la photographie documentaire et artistique. Il travaille comme photographe autonome pour des journaux brésiliens et américains comme Veja, O Estado de S. Paulo Folha de S.Paulo, Time, Newsweek, Life, Rolling Stone ou encore The New York Times Magazine.
En 1977, il suit des cours avec Philippe Halsman (1906-1979), spécialisé dans l'art du portrait. Il réalise l'exposition individuelle « Juifs orthodoxes » (1978), au centre international de la photographie à New York après une recherche de deux ans auprès des Juifs hassidiques de Brooklyn.
De 1979 à 1994, il enseigne à la Parson’s/New School for Social Research et, de 1992 à 1994, à l'International Center of Photography (ICP).

## Œuvres publiées
Durant son séjour aux États-Unis, Claudio Edinger publie trois livres : Chelsea Hotel , en 1983, et Venice Beach , en 1985, édités par Abbeville Press, les deux lauréats du prix Leica Medal of Excellence, et The making-off Ironweed  sur le tournage du film Ironweed, réalisé en par Hector Babenco, avec Meryl Streep et Jack Nicholson.
De 1991 à 1996, Claudio Edinger documente le carnaval dans cinq régions du Brésil :  Rio de Janeiro, Recife/Olinda, São Paulo, Salvador et Paraty.
De retour au Brésil en 1996, Claudio Edinger publie en 1999 l Carnaval, édité par Dewi Lewis Publishing, DBA et DAP. Il obtient le prix Higashikawa au Japon.
Edinger publie en 1997 Madness , le résultat de deux années (1989 et 1990) de captation d'images dans l'hôpital psychiatrique de Juqueri -  où il passa deux semaines. Cette expérience est à l'origine du livre Madness/Loucura , publié en 1997 par DBA, DAP et Dewi Lewis Publishing. Il reçoit le Prix Ernst Haas, en 1990.
Entre 1994 et 1996, Claudio photographie la vieille ville de La Havane (Habana Vieja), d'où le livre Old Havana, de 1997, édité par Dewi Lewis, Édition Stemmle, DBA and DAP publishers. Cette même année, le livre fut élu comme l'un des meilleurs livres de l'année par American Photo.
Edinger publie en 2000 le livre Cityscapes, comportant des images de New York. En 2001, il publie Portraits, tous les deux édités par DBA. En 2003, édité par ABooks, il publie Vitoria, cidade das ilhas.
En 2003, Claudio publie l'album oRio,, son premier travail avec une caméra 4x5, grand format, la même utilisée dans son nouveau livre São Paulo: minha estranha cidade linda. En noir et blanc, le livre sur Rio de Janeiro, édité par DBA fut élu l'un des meilleurs livres de l'année par Photo District News.
São Paulo: minha estranha cidade linda, son livre le plus récent fut lancé en mars 2009 et reçut le prix Porto Seguro.
- Los Angeles - 2014 (à venir)
- Amazonia - 2014 (à venir)
- Paris Avant La Fin Des Temps 2014 (forthcoming)
- De Bom Jesus a Milagres - BEI 2012[18],[19]
- Um Swami no Rio - Anablume 2009
- São Paulo minha estranha cidade linda - DBA 2009 [20],[21],[22],[23],[24]
- Flesh and Spirit - DBA and Umbrage 2006[25]
- Rio - DBA 2003 [26],[27],[28]
- Citiscapes - DBA 2001 [29],[30]
- Vitoria - Abooks 2000
- Portraits - DBA, ABooks 1999
- Madness - DBA, DAP, Dewi Lewis 1997 [31],[32]
- Old Havana - DBA, DAP, Dewi Lewis, Editions Stemmle 1997
- DBA, Dewi Lewis, DAP 1996 Carnaval [33],[34]
- The Making of Ironweed - Viking Penguin 1987
- Venice Beach - Abbeville Press 1985[35]
- Chelsea Hotel - Abbeville Press 1983[36]

## Prix
- Leica Medal of Excellence | 1983 | Chelsea Hotel
- Leica Medal of Excellence | 1985 | Venice Beach
- Life magazine Award | Finalist of W. Eugene Smith Grant | 1989 | Madness
- Ernst Haas Award |1990 | Madness
- One of the year's best books | American Photo | 1997 | Old Havana
- Vitae Foundation Scholarship | 1993 | Brazilian Carnaval
- Japan Foundation Scholarship | 1997 | Hong Kong
- Pictures of the Year | 1996 | Best Photo in a Magazine - Newsweek
- Prix Higashikawa (Japon) | 1999 | Best Foreign Photographer | Carnaval [37]
- PDN Photo Annual | 2003 | One of the year's best personal projects | Rio [38]
- PDN Photo Annual | 2006 | One of the year's best books | Rio [39]
- Porto Seguro Award | 2007 | São Paulo 4x5 [40],[41]
- 2009 Best Photographic Book | 2009 | CLIX Magazine | São Paulo
- Porto Seguro Award | 2010 | Sertão da Bahia
- PDN Photo Annual | 2010 | One of the year's best personal projects | Sertão da Bahia
- Hasselblad Award | 2011 | Downtown Los Angeles
- Abril Award | 2012 | Best Photo Essay | Santa Catarina

## Expositions
- 2012   SP Arte - Galeria Arte 57 (São Paulo) | Sertão da Bahia | group
- 2012   Museu da Imagem e do Som (São Paulo) | Sertão da Bahia | solo
- 2012   Athena Galeria de Arte (Rio de Janeiro) | Rio e Sertão da Bahia | group
- 2011   Samuel Owen Gallery (Connecticut) | São Paulo | group
- 2011   Maison Européenne de la Photographie | Rio | group
- 2011   Athena Galeria de Arte (Rio de Janeiro) | Rio | group
- 2011   SIM (Curitiba) | Santa Catarina | group
- 2011   Casa 11 Photo (Rio de Janeiro) | Santa Catarina e São Paulo | group
- 2011   Galeria Maria Baró | Amazônia | group
- 2011   ArtRio - Galeria Athena (Rio de Janeiro) | Rio | group
- 2011   SP Arte Foto - Galeria Arte 57 (São Paulo) | Santa Catarina | group
- 2011   SP Arte - Galeria Arte 57 (São Paulo) | Santa Catarina | group
- 2010   Arterix (São Paulo) | Sertão da Bahia | solo
- 2010   1500 Gallery (Nova York) | São Paulo | solo [42]
- 2010   SP Arte Foto - Galeria arte 57 ( São Paulo) | Amazônia | group
- 2010   SP Arte - Galeria arte 57 ( São Paulo) | Amazônia | group
- 2009   Espaço de Arte Trio (São Paulo) | Paris | solo [43]
- 2009   SP Arte Foto - Galeria arte 57 ( São Paulo) | Paris | group
- 2009   SP Arte - Galeria arte 57 ( São Paulo) | Paris | coletiva
- 2009   Galeria Arte 57 (São Paulo) | São Paulo | solo
- 2008   iContemporânea - Galeria Arte 57 (São Paulo) | São Paulo | solo
- 2008   SP Arte - Galeria Arte 57 ( São Paulo) | Madness | solo
- 2007   iContemporânea - Galeria Arte 57 (São Paulo) | Rio | solo
- 2007   Galeria Arte 57 ( São Paulo) | Flesh and Spirit | solo
- 2006   SP Arte - Galeria Arte 57 (São Paulo) | Sertão da Bahia | solo
- 2005   Palazzo Magnani (Milão) | Madness | solo
- 2003   Galeria Leica (São Paulo) | Rio | solo
- 2003   Photo España (Madrid) | Madness | solo
- 2001   Museu de Arte Moderna (São Paulo) | Cityscapes | solo
- 2000   Centro Cultural Banco do Brasil (Rio de Janeiro) | Portraits | solo
- 1999   Prix Higashikawa (Japão) | Carnaval | solo
- 1999   Fotogaleria Li (São Paulo) | Portraits | solo
- 1997   Centro Cultural Banco do Brasil (Rio de Janeiro) | Carnaval | solo
- 1996   Museu Metropolitano de Curitiba | Carnaval| solo
- 1996   Museu da Imagem e do Som (São Paulo) | Carnaval | solo
- 1995   Galeria Fotóptica (São Paulo) | Old Havana | solo
- 1993   Maine Photographic Workshop (USA) | India | solo
- 1992   Galeria Cândido Mendes (Rio de Janeiro) | Madness | solo
- 1991   Visa Pour L’Image (Perpignam, France) | Madness | solo
- 1991   Museu de Arte de São Paulo | Pirelli Collection | solo
- 1990   Galeria Fotoptica (São Paulo) | Madness | solo
- 1990   Drew University (USA) | India, Madness, Hassidic Jews| solo
- 1988   Galeria Fotoptica (São Paulo) | India | solo
- 1985   Museu de Arte Contemporânea (São Paulo) | Trienal de Fotografia | solo
- 1984   Galeria Arco (São Paulo) | Venice Beach | solo
- 1983   Centre Georges Pompidou (Paris) | Brazilian Photography | solo
- 1983   Photographer’s Gallery (London) | Brazilian Photography | solo
- 1980   Parson's School of Design (New York) | Hassidic Jews | solo
- 1978   International Center of Photography (New York) | Hassidic Jews | solo
- 1976   Museu de Arte de São Paulo | São Paulo | group
- 1975   Museu de Arte de São Paulo | Martinelli | solo

## Photographies dans les Collections
- AT&T Photo Collection • Adriana Rondons • Alberto de Carvalho Alves • Alfredo Setubal • Aline de Almeida Prado
- Ana Luiza Brant de Carvalho e Nerval Ferreira Braga • Ana Vitória Mota • Anna Alvarenga • Antonia Galdeano
- Ataide Vaz • Antonio Carlos e Bibia Cunha Lima • Banco Itaú • Beatriz Vidigal Araújo • Bernardo e Celia Parnes
- Betina e Gilberto Martins Ferreira • Betty Cunali • Bianca Cutait • Bianca Rainer • Bianca Munis
- Bibia e Neno Cunha Lima • Brazil Golden Art Fund • Bruno Musatti • Carlos e Maria Emilia Carvalhosa
- Carla Ferraro • Carmen de Barros • Centro Cultural Banco do Brasil • Cliff Lee • Charlô Whately • Christina Cunali
- Claudia Belinello • Claudia Jaguaribe • Credit Suisse • Dado Castello Branco • Daniel Feffer • Denise Aguiar Alvarez
- Dudu e Mara Linhares • Eder Chiodetto • Edu e Helô Muylaert • Dr. Eduardo Villaça • Elias Landsberger
- Elisa Pacheco Fernandes • Equity International Photo Collection • Esther Giobbi • Fanny Feffer • Felipe Feitosa
- Flavia Soares • Flavio Bitelman • Fernando Ullmann • Greg e Claudia Sanchotene • Higashikawa Photofest (Japão)
- Gustavo Lacerda • Helô Monteiro da Silva • Helena e Toninho de Castro Sannini • Illia e Ana Maria Warchavchic
- International Center of Photography | New York • Itaú Cultura | São Paulo • Jay Colton • João e Fatima Farkas
- João Marcos Mendes de Souza • Joelma Radziuk • Joaquim Paiva • João Paulo e Adriana Cunha Lima
- Jorge e Janja Gonçalver • Jorginho da Cunha Lima • José Augusto de Santana • José Roberto Marinho
- José Olavo Scarabotolo • Juan Esteves • Jussara Magnami • Leonel Kaz • Ligia Danesi • Ligia Maura Costa
- Lisa Sander • Lourdinha Siqueira • Luis Fernando e Maribel T. Neves • Luzia de Magalhães Padilha
- MAC - Museu de Arte Contemporânea | São Paulo • Malan Ferreira • MAM - Museu de Arte Moderna | São Paulo
- Maná Soares • Mariana Almeida Prado • Mariana e Ricardo Annunciato
- Marilisa Cardoso e José Eduardo de Lacerda Soares • Mark Whitley • Marli Mariano
- MASP - Museu de Arte de S. Paulo • Museu da Imagem e do Som | São Paulo • Museu Metronòm | Barcelona
- Museu Metropolitano de Curitiba • Marcel Jung • Nerval e Bize Ferreira Braga • Nina Sander • Oswaldo Pepe
- Otávio R. Macedo • Coleção Pirelli • Paula Palhares e Rubens Fernandes Junior • Patricia Mendes Caldeira
- Raquel Correa de Oliveira • Renato Ganhito • Renato Magalhães Gouvêa Jr. • Renato Padro Costa • Ricardo Moraes
- Ricardo Queiroz • Roberta Rossetto • Roberto Carvalho • Roberto Ruhman • Rodrigo Ribeiro
- Sandra Arruda e Andre Balbi • Sergio Gantmanis Munis • Silvio Bentes • Silvio Frota • Simonetta Persichetti
- Thomas Farkas • Tutu e Sérgio Galvão Bueno • Vanessa Gantmanis e Ivan Munis
- Visa Pour L'Image | Perpignam | França • Yael e Claudio Steiner

## Publications
- American Photo • Art News • Business Week • Bons Fluidos • Boston Globe • Bravo
- Casa Claudia Luxo • Claudia • Conde Nast's Traveler • Daily Telegraph of London • Details • Elle • Epoca
- Estado de São Paulo • Folha de S.Paulo • Forbes • Fortune • Fotosite • Fotografe Melhor
- Digital Photographer • Isto é • Joyce Pascowitch • Life • Los Angeles Times • Marie Claire • Money
- National Geographic • Newsweek • The New York Times Magazine • Nico • Oi • Poder • Photo France
- Photo Italy • Photo District News • Paris Match • People • Playboy • República • Rolling Stone • Self
- The Smithsonian • Sports Illustrated • Stern • Time [44] • Town & Country • Travel & Leisure • USA Today
- US • US News • Valor • Vanity Fair • Veja • Washington Post